# 読谷村立読谷中学校
読谷村立読谷中学校（よみたんそんりつ よみたんちゅうがっこう）は、沖縄県中頭郡読谷村にある公立（村立）中学校。略称は読中。

## 通学区域
読谷小学校、渡慶次小学校、喜名小学校の通学区域

## 出身著名人
- 儀保幸英(サッカー選手)
- 山内達朗(サッカー選手)